# Општина Пустец
Општина Пустец (алб. Bashkia Pustec) је општина у округу Корча у Албанији. Седиште општине је насеље Пустец.

## Насељена места
Општина Пустец обухвата 9 насељених места:
- Глобочани
- Горња Горица
- Доња Горица
- Зрновско
- Леска
- Пустец
- Туминец
- Церје
- Шулин

## Демографија
На попису из 2011. године општина Пустец је имала 3.290 становника, етнички Македонци су чинили 97,02 %, док је Албанаца било 0,79 % од укупног броја становника. 
| Национални састав према попису из 2011.‍ | Национални састав према попису из 2011.‍ | Национални састав према попису из 2011.‍ | Национални састав према попису из 2011.‍ | Национални састав према попису из 2011.‍ |
| --------------------------------------- | --------------------------------------- | --------------------------------------- | --------------------------------------- | --------------------------------------- |
|                                         |                                         |                                         |                                         |                                         |
| Македонци                               | Македонци                               |                                         | 3.192                                   | 97,02%                                  |
| Албанци                                 | Албанци                                 |                                         | 26                                      | 0,79%                                   |